# Murray Hall (Radsportler)
Murray Hall (* 1. Oktober 1953 in Melbourne) ist ein ehemaliger australischer Radrennfahrer und nationaler Meister im Radsport.

## Sportliche Laufbahn
Als Amateur gewann er 1974 zwei Silbermedaillen im Bahnradsport bei den Commonwealth Games. Er wurde Zweiter im Rennen über 10 Meilen hinter Steve Heffernan und in der Mannschaftsverfolgung. 1975 wurde er Dritter der nationalen Meisterschaft im Sprint. 1977 wurde er Vize-Meister in der Einerverfolgung. 
Von 1978 bis 1989 war er als Berufsfahrer in australischen Radsportteams aktiv. Er lebte einige Jahre in Europa, wo er vor allem in Großbritannien Rennen bestritt.  1972 siegte er mit Thomas Moloney in der britischen Meisterschaft im Zweier-Mannschaftsfahren.  Beide hatten eine Lizenz des britischen Radsportverbandes und waren damit startberechtigt. Zweimal gewann er das Sechstagerennen von Launceton, 1979 und 1980 jeweils mit David Sanders als Partner. 1979 gewann er die nationale Meisterschaft in der Einerverfolgung. 1981 siegte er in der Tour of Tasmania vor Allan Peiper. Er wurde Dritter der Herold Sun Tour of Victoria, wobei er zwei Etappen für sich entschied. Auch 1982 gewann er zwei Tagesabschnitte in diesem Etappenrennen. 1985 gewann er das Eintagesrennen Perth–Beverley. Hall wurde 1985 Vize-Meister im Straßenrennen hinter Laurie Venn.